# BBC Four
BBC Four är en brittisk tv-kanal ägd av BBC. Kanalen inledde sina sändningar den 2 mars 2002 med en kvälls samsändning med systerkanalen BBC Two. Under januari och februari 2008 ägnade den genomsnittlige britten 4 minuter åt kanalen, en andel av det totala tittandet på 0,2 procent, enligt British Audience Research Board. BBC Four föregicks av en kanal kallad BBC Knowledge. Ett kanalnamn som fortfarande används på en av tv-bolagets kanaler med sändningar utanför Storbritannien, däribland Sverige.

## Program
De program som visas på BBC Four utgörs av en blandning mellan konst- och vetenskapsdokumentärer, äldre drama samt icke-engelskspråkiga filmer. BBC Four har ett nyhetsprogram, The World, som produceras av redaktionen för BBC:s kommersiella nyhetskanal BBC World News. The World samsänds också i BBC World News och fungerar ungefär som Sveriges Televisions Aktuellt; de fördjupar sig i ett par nyheter och ger en djupare analys.

## Mottagning
BBC Four är marksänd i Storbritannien men kan även ses via satellit, kabel-tv samt via iPlayer på www.bbc.co.uk. Kanalen distribueras även på kabel-tv i Holland och Irland. BBC Two sänds, förutom i det brittiska marknätet (Freeview) även via satelliten Astra 2D vars beam är riktad specifikt mot de brittiska öarna.
BBC:s inhemska public service-kanaler, BBC One, BBC Two, BBC Three, BBC Four, BBC News, CBBC, CBeebies, BBC Parlament och den inhemska versionen av BBC HD är officiellt inte tillgängliga i Sverige. Trots detta är det på flera platser i Sverige möjligt att ta emot de digitala sändningarna från satelliten Astra 2D om man har en tillräckligt stor parabolantenn. Programkort eller abonnemang krävs inte då sändningarna är okodade. I Stockholmsområdet räcker det med en 120 cm stor parabol för att kunna ta emot sändningarna. På andra håll i landet krävs som regel en betydligt större parabolantenn.